# Whoa
Whoa – drugi singel raperki Lil’ Kim, promujący jej czwarty album studyjny The Naked Truth. Piosenkę wydano 7 lutego 2006. Singel znalazł się na 30. miejscu w R&B/Hip-Hop Tracks.

## Pozycje
| Lista (2006)                             | Najwyższa pozycja |
| ---------------------------------------- | ----------------- |
| Billboard Bubbling Under Hot 100 Singles | 4                 |
| Billboard Hot R&B/Hip-Hop Songs          | 30                |
| UK Singles Chart                         | 43                |